# 藤田晃生
藤田 晃生（ふじた こうせい、2002年7月14日 - ）は、日本の男性プロレスラー。愛媛県新居浜市出身。新日本プロレス所属。血液型A型。

## 来歴

### デビュー以前
愛媛県立八幡浜工業高等学校時代はアマチュアレスリングを経験し、2019年にJOC中国・四国大会の71キロ級で優勝を果たす。
2020年12月に行なわれた新日本プロレスの新弟子テストに合格し、2021年4月に道場入りした。

### ヤングライオン時代

#### 2021年
8月24日、後楽園ホール大会において同期の大岩陵平とのデビュー戦を行い、10分時間切れ引き分けに終わる。

#### 2022年
3月にはNEW JAPAN CUPに初出場。1回戦はシードとなり、3月10日のアイメッセ山梨大会にてYOSHI-HASHIと対戦し敗北。2回戦敗退に終わる。
4月16日、後楽園ホールで行われた「後楽園ホール60周年 還暦祭」では、第1試合で全日本プロレスの井上凌と対戦してギブアップ勝ちを収め、シングルマッチでの初勝利を挙げた。
4月20日の後楽園ホール大会では、第1試合で中島佑斗と対戦して勝利し、新日本プロレス内でのシングルマッチに初勝利。
7月9日、全日本プロレスに初出場。横浜ラジアントホール大会にてタイガーマスクとのタッグで田村男児、井上組と対戦。タイガーが井上からフォールを奪い勝利。
8月10日、G1 CLIMAX 32広島大会にてザック・セイバーJr.の影武者として登場し、ザックの勝利をアシスト。
10月2日、永田裕志、中島、大岩とのタッグで全日本プロレスの後楽園ホール大会に出場。宮原健斗、井上、安齊勇馬、大日本プロレスの野村卓矢組と対戦し、井上からギブアップ勝ちを収める。
11月5日、大岩と共にザックの影武者となり、ザックの勝利をアシスト。
12月25日、中島、大岩とのタッグで全日本プロレスの後楽園ホール大会に出場。大森北斗、井上、安齊組と対戦し、井上からギブアップ勝ちを収める。

#### 2023年
1月5日、NEW YEAR DASH!!にてセコンド業務をしていたところ、前日にTMDKに加入したザックからTMDKに勧誘されて受諾し、ヤングライオンながらTMDK入りを果たす。
1月21日、WRESTLE KINGDOM 17 in 横浜アリーナでの第0-1試合で大岩とのタッグでプロレスリング・ノアの矢野安崇&小澤大嗣と対戦し、小澤からギブアップ勝ち。
2月19日、中島、大岩とのタッグで全日本プロレスの後楽園ホール大会に出場。VOODOO-MURDERSの諏訪魔、斉藤ジュン、斉藤レイ組と対戦し、中島が諏訪魔からフォールを奪われて敗北。
5月7日、中島、大岩とのタッグで全日本プロレスの大田区総合体育館大会に出場。本田竜輝、椎葉おうじ、井上組と対戦し、井上からギブアップ勝ちを収める。
5月26日、国立代々木競技場第二体育館大会ではロビー・イーグルスとのタッグで外道、クラーク・コナーズ組と対戦。外道からフォール勝ちを収める。
5月29日、大岩、ボルチン・オレッグとのタッグで全日本プロレスの後楽園ホール大会に出場。佐藤光留、田村、井上組と対戦し、井上からフォール勝ちを収める。
6月9日、ザックとのタッグで『ALL TOGETHER AGAIN ～元気があれば何でもできる！～』に出場。クリス・リッジウェイ、ショーン・レガシー組と対戦し、リッジウェイのアンクル・ロックにギブアップ負け。
8月13日、G1 CLIMAX 33両国国技館大会でヤングライオン卒業を宣言し、海外遠征を行うこととなった。

### ヤングライオン卒業後
2023年10月12日、イーグルスとのタッグでSUPER Jr. TAG LEAGUEへの参戦が決定。

## 得意技

### フィニッシュ・ホールド
Abandon Hope
ブレーンバスターの体勢で抱え上げて相手を横にひねりながら後方に倒れこみ、右肩に顔面を叩きつける。小橋建太の『ブラック・クラッシュ』が原型で、現在の藤田のフィニッシャー。
SUPER Jr.タッグリーグ2023でロビー・イーグルスと組んでTAKAみちのく＆DOUKIと対戦した際に初使用された。
ネ申スペシャル
両脚をリバース・インディアン・デスロックで固めたロメロ・チンロック。うつ伏せにした相手の両足に片足を引っ掛け、ロメロ・スペシャルのように両腕を掴み、相手を引き伸ばしながら近くに引き寄せた後、両腕を放してチンロックする技。BEST OF THE SUPER Jr.31のクラーク・コナーズ戦で初披露し、コナーズからタップアウト勝ちを収めた。なお、技名についてはBEST OF THE SUPER Jr.31時点では無かったものの、大会終了後に藤田がファンを公言しているYouTuberの加藤純一のチャンネルに出演し、決定した。

## タイトル歴
新日本プロレス
- IWGPジュニアタッグ王座（第77代）（パートナーはロビー・イーグルス）
- BEST OF THE SUPER Jr. 優勝（2025年）
- SUPER Jr. TAG LEAGUE 優勝（2024年）（パートナーはロビー・イーグルス）